# 千里之行始于足下
千里之行始于足下是老子《道德经》第64章的部分内容，全文为“其安易持，其未兆易謀；其脆易泮，其微易散。為之於未有，治之於未亂。合抱之木生於毫末；九層之臺起於累土；千里之行始於足下。為者敗之，執者失之。是以聖人無為故無敗，無執故無失。民之從事，常于幾成而敗之。慎終如始，則無敗事。是以聖人欲不欲，不貴難得之貨；學不學，復眾人之所過；以輔萬物之自然，而不敢為”。
“千里之行始于足下”从哲学角度看，反映出事物量变的过程。

## 第64章诠释
老子在本章中主要是向帝王阐述治国之术，要王者注重时政中细微的变化，遵循事物发展规律，顺应自然，以达“无为”而治的目的。

## 哲学思想
反映物质运动中量变到质变的必然性。“千里之行始於足下”与其前面的“合抱之木生於毫末/九層之台起於累土”是同一类意思。它要解释的是：成就任何事情都必须从点点滴滴开始，也就是事物的质变由量变开始，而且这种变化是自然而然的，毫无做作，目的还是要论述其“无为”而治天下的哲学思想。

## 现实影响
“千里之行始于足下”与《韩非子》的“千里之堤，溃于蚁穴”的本质意义相同，同属中国历史上的著名箴言。

### 著名引用
- 白居易

《温尧卿等授官赐绯充沧景江陵判官制》：“夫千里之行，始於足下。苟自强不息，亦何远而不届哉？” 
- 夏衍

《＜学人谈治学＞代序》：“千里之行，始于足下，要建筑百丈高楼，不先打好地基是不行的。”

## 阅读参考
- 道德经
- 老子
- 诸子百家